# Латыпов, Сергей Валерьевич
Сергей Валерьевич Латы́пов (род. 9 мая 1982) — российский воздухоплаватель, бронзовый призер Чемпионата мира, двукратный Чемпион России (2008, 2019гг.), десятикратный обладатель Кубка России по воздухоплавательному спорту. Мастер спорта России международного класса. Рекордсмен России в категории «Высота» на аэростатах класса AX-8. Пятикратный победитель Международной Встречи воздухоплавателей в Великих Луках.

## Биография
Сергей — сын воздухоплавателя и конструктора тепловых аэростатов, создателя фирмы «АэроНаТЦ» («Аэростатный Научно-Технический центр») Валерия Латыпова и внук лётчика, Героя Советского Союза К. К. Латыпова. Вместе с братом Михаилом будущий пилот постигал основы проектирования тепловых аэростатов и полетов с самых юных лет.
С 1997 года активно стал ездить с отцом и братом на фестивали и соревнования аэронавтов, включая 1-е Всемирные воздушные игры в Каппадокии. В том же году начал осваивать спортивные нюансы в качестве судьи на всероссийских соревнованиях.

## Спортивная карьера
В конце 2001 года получил пилотское удостоверение. С 2003 начал выступления в качестве спортсмена, в 2004 завоевал первую медаль Чемпионата России. С 2008 года неизменно в основном составе национальной сборной. В 2017 завоевал серебро Чемпионата Европы во Франции, в 2018 — бронзу Чемпионата мира в Австрии.
В составе сборной России выиграл Чемпионат мира 2018 года в австрийском Гросзигхартсе в командном зачете.

### Рекорды в личном зачете среди российских пилотов
(по состоянию на 11 августа 2025)
- 1-й и единственный пилот, завоевавший две индивидуальных медали на официальных международных соревнованиях
- 1-й и единственный пилот по количеству побед в Кубке России — 10
- 1-й и единственный пилот по количеству побед в Кубке России подряд — 5* (2013-2018*, в 2015 Кубок не разыгрывался); 4 (2008-2011)
- 5-й по количеству побед в Чемпионатах России — 2 (наряду с Иваном Меняйло, Андреем Кульковым, Антоном Моревым и Дмитрием Жоховым)
- 1-й и единственный пилот по количеству выигранных медалей Чемпионата России — 12
- 1-й и единственный пилот по количеству выигранных медалей Кубка России — 11
- 1-й и единственный пилот по количеству суммарно выигранных медалей Чемпионата и Кубка России — 23
- Один из семи пилотов, выигрывавших Чемпионат и Кубок России
- Один из трех пилотов, выигрывавших Чемпионат и Кубок России в одном сезоне (наряду с Сергеем Виноградовым и Иваном Меняйло)
- Один из трех пилотов, дважды выигрывавших Чемпионат и Кубок России (наряду с Иваном Меняйло и Дмитрием Жоховым)
- 1-й и единственный пилот по количеству побед на международных Встречах воздухоплавателей в Великих Луках — 5